# Цукаты

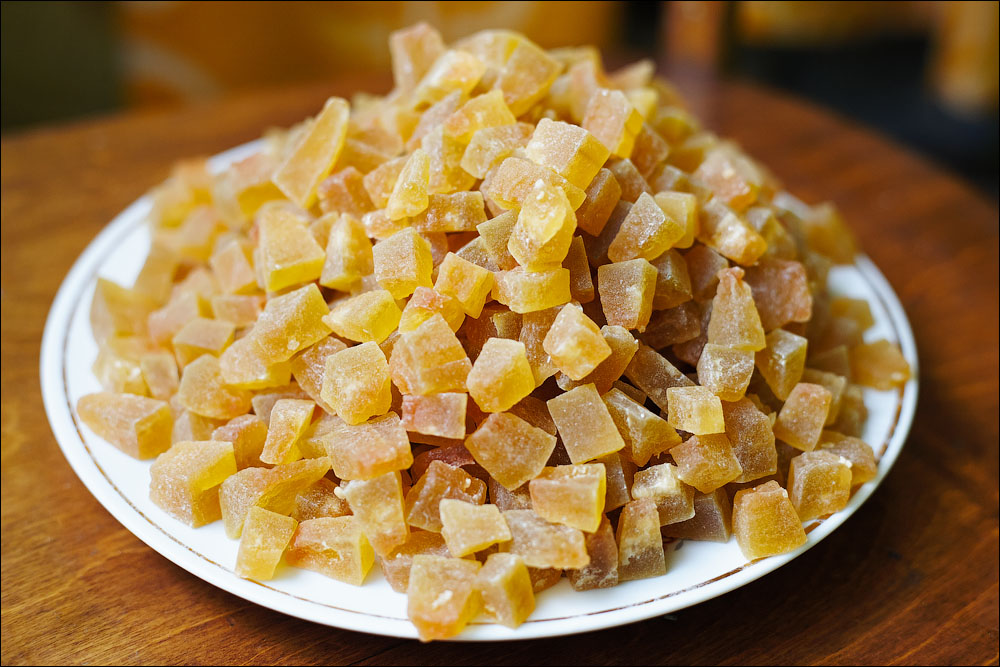
Арбузные цукаты из корок плода (белая часть), нарезанных кубиками

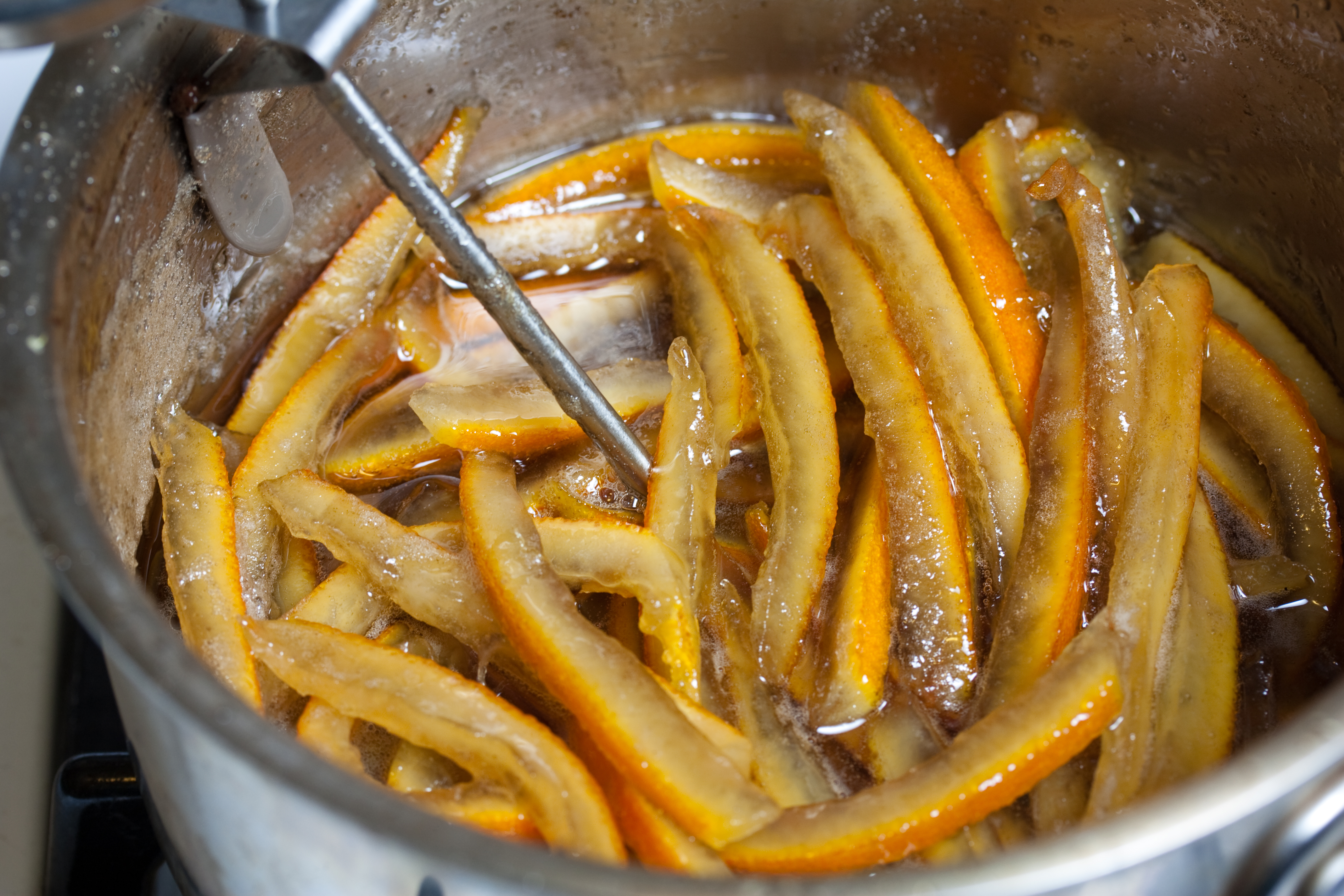
Кандирование апельсиновых корок, нарезанных соломкой

Цука́ты (итал. succada, от succo — «сок») — сваренные дробно (короткими интервалами длительное время для пропитки сиропом) в сахарном или сахаропаточном сиропе плоды или их части с последующей их сушкой.
Цукаты подразделяются на:
- фруктовые (из абрикосов, алычи, айвы, апельсинов, вишни, груш, зелёных грецких орехов, персиков, инжира, сливы, черноплодной рябины, мандаринов, черешни, яблок);
- овощные (из томатов, кабачков, дынных корок, моркови, свеклы, тыквы).

Цукаты используются как начинка в бисквитное, кексовое, сдобное, песочное, дрожжевое тесто и как отдельный элемент декора для украшения тортов, пирожных, печенья, рулетов, слоек. Для десертов используется как начинка и декор одновременно.
Из цитрусовых корок цукаты готовят, медленно уваривая в сиропе до получения прозрачной, стекловидной мякоти и высокой сахаристости. Проваренные корки откидывают на сито, отделяют от сиропа, дают ему стечь, а затем подсушивают.
В зависимости от обработки поверхности выпускают:
- цукаты откидные, имеющие на поверхности прочную подсохшую плёнку сахарного сиропа;
- цукаты глазированные кандированные или тираженные. Они покрыты стекловидной блестящей корочкой, так как их после варки и откидывания погружают в насыщенный сахарный сироп. При тиражении плоды на несколько минут погружают в горячий концентрированный сахарный сироп. В результате перемешивания на цукатах выделяются мелкие кристаллы сахара. Затем цукаты подсушивают при температуре 50 °C. При кандировании плоды выдерживают в охлажденном до 35…+40 °C пересыщенном сиропе сахарозы 10—12 мин. У кандированных фруктов образуется более однородная и сплошная корочка, чем у тираженных цукатов[1].

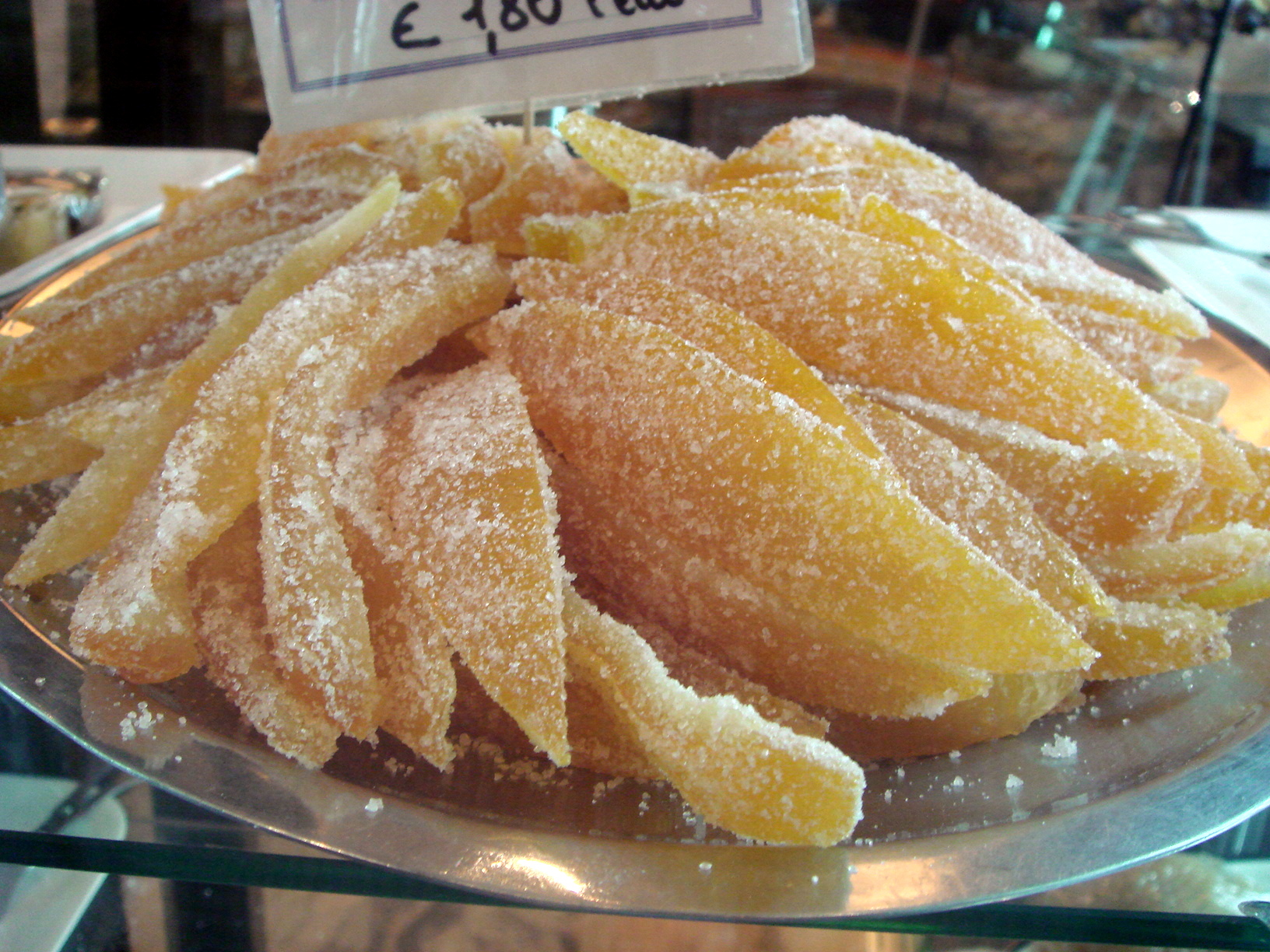
Цукаты из апельсиновой цедры, обсыпанные сахаром
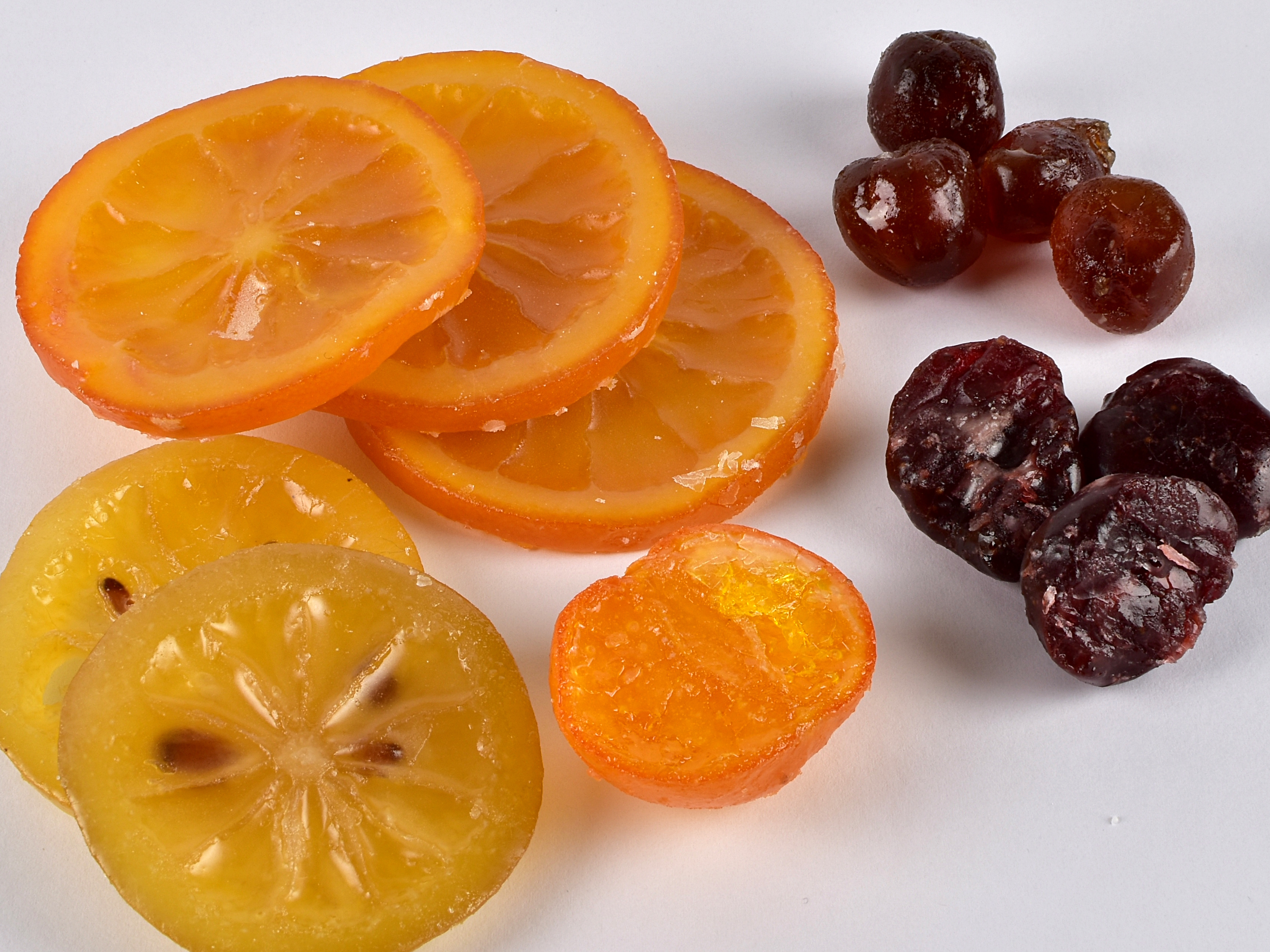
Глазированные цукаты из лимона, апельсина, половинки мандарина, вишни и земляники
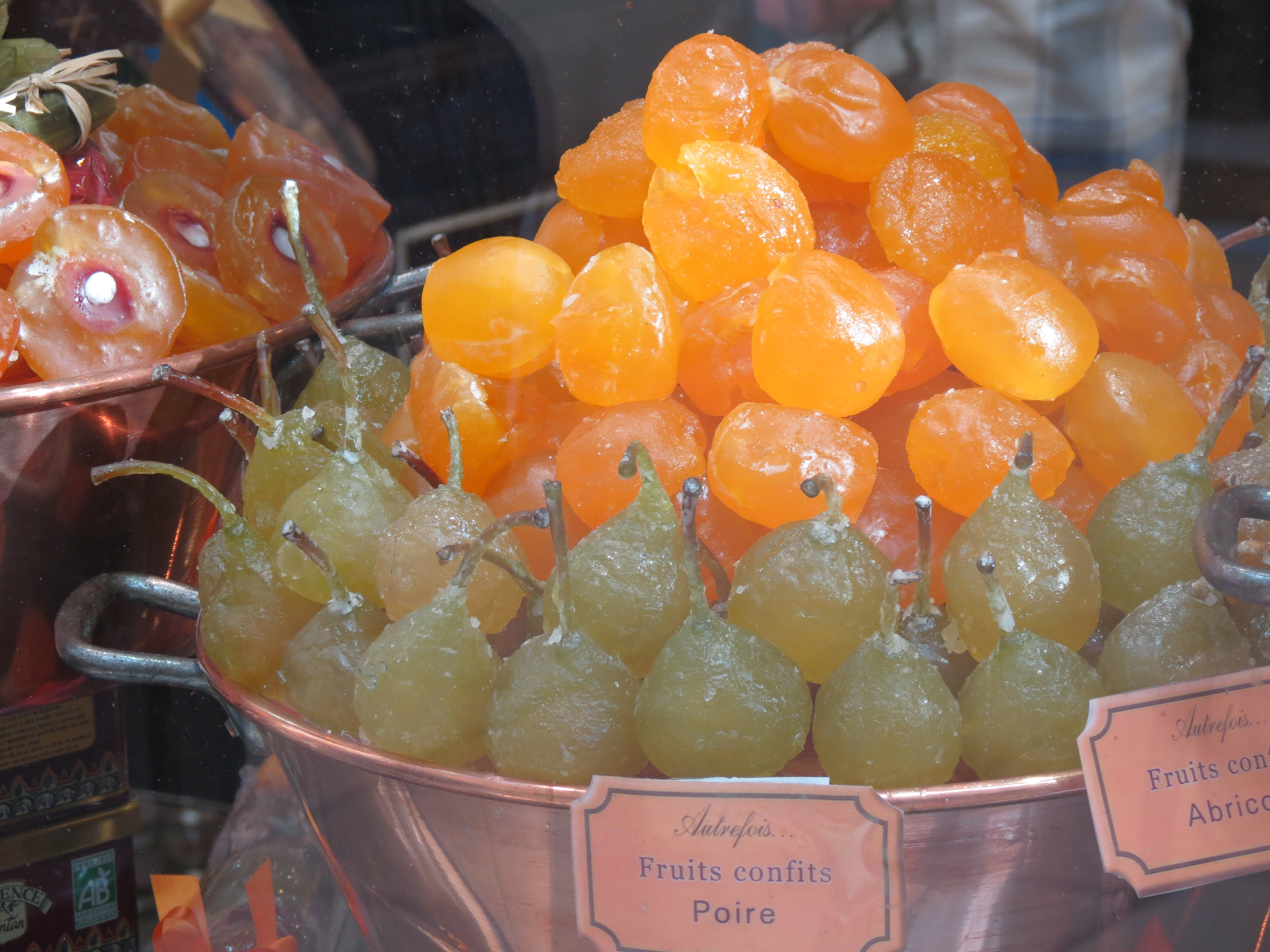
Цукаты из половинок персика, абрикоса и цельных груш
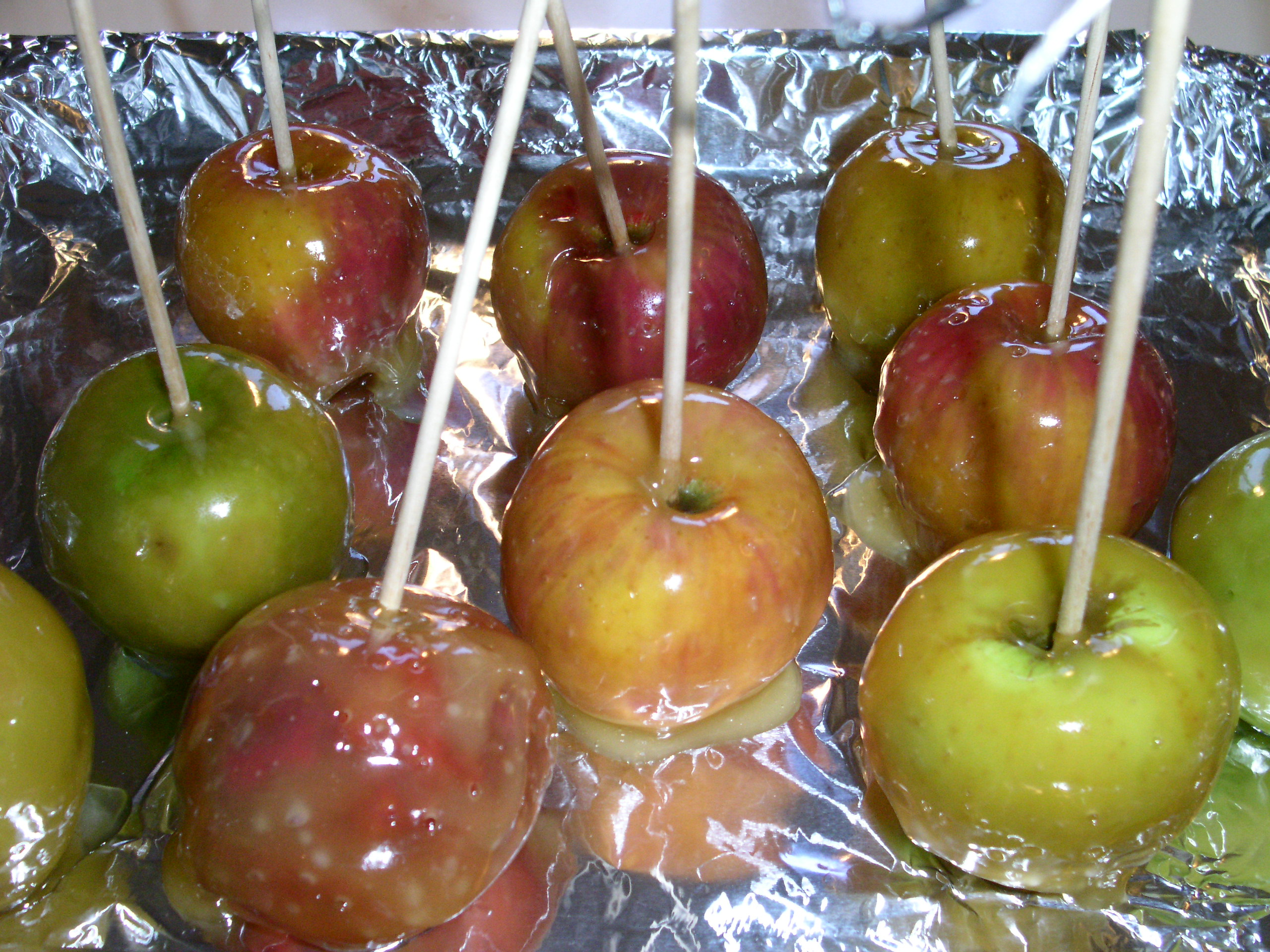
Глазированные карамелью ранетки (Яблоки) на палочке
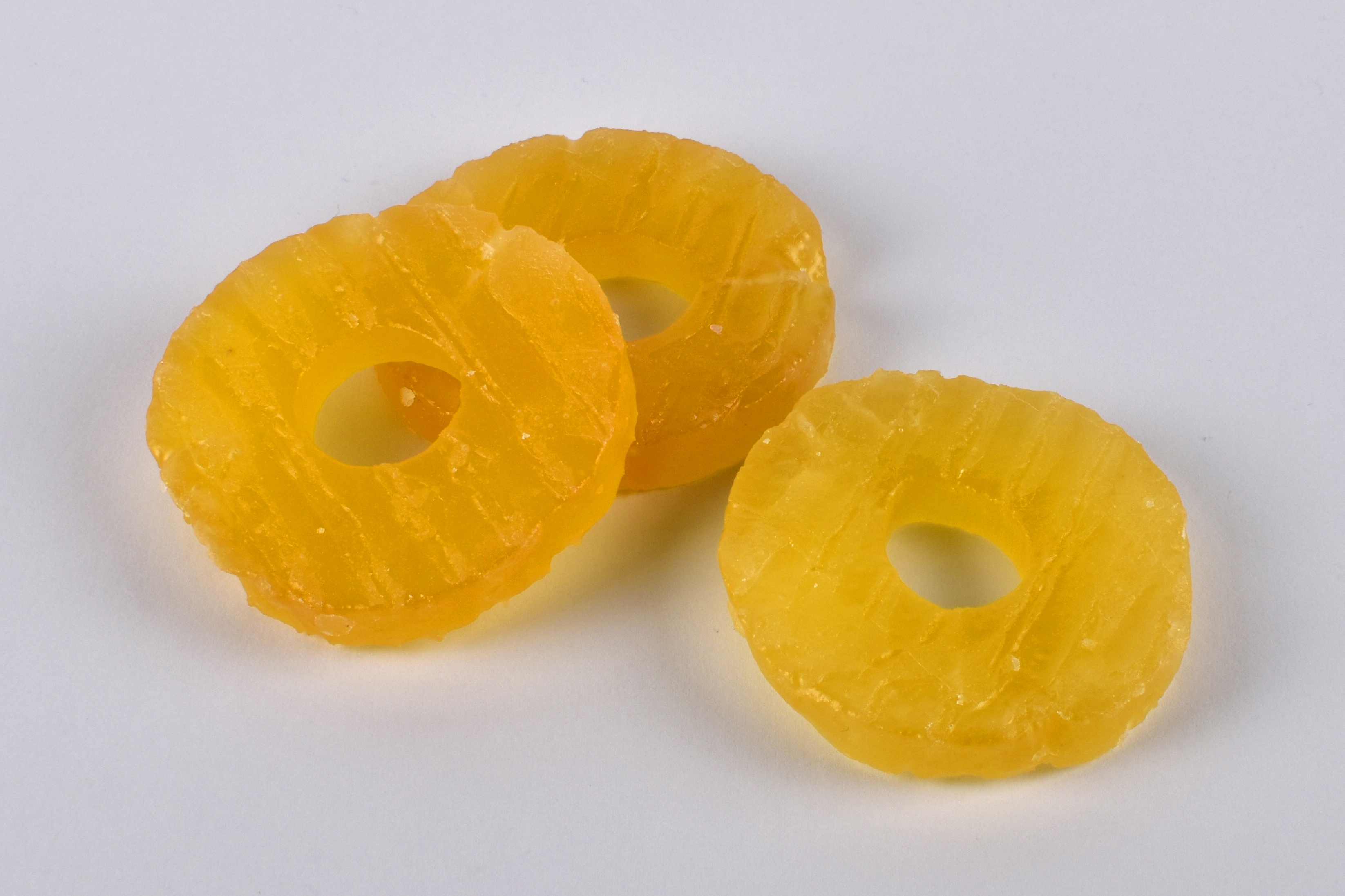
Цукаты из ананаса